# Deux Sacrées Canailles
Pour plus de détails, voir Fiche technique et Distribution.
Deux Sacrées Canailles (The Sainted Sisters) est un film américain de William D. Russell sorti en 1948.

## Fiche technique
- Titre : Deux Sacrées Canailles
- Titre original : The Sainted Sisters
- Réalisation : William D. Russell
- Production : Richard Maibaum
- Société de production et de distribution : Paramount Pictures
- Scénario : Elisa Bialk, Harry Clork, Mindret Lord et N. Richard Nash d'après une pièce de Elisa Bialk et Alden Nash
- Musique : Van Cleave
- Photographie : Lionel Lindon
- Montage : Everett Douglas
- Direction artistique : Henry Bumstead et Hans Dreier
- Décors : Sam Comer et Grace Gregory
- Costumes : Edith Head
- Pays d'origine : États-Unis
- Langue : anglais
- Format : noir & blanc - 35 mm - 1,37:1 - Son : Mono (Western Electric Recording)
- Genre : Comédie
- Durée : 89 minutes
- Sortie :  États-Unis 30 avril 1948

## Distribution
- Veronica Lake : Letty Stanton
- Joan Caulfield : Jane Stanton
- Barry Fitzgerald : Robbie McCleary
- George Reeves : Sam Stoakes
- William Demarest : Vern Tewilliger
- Beulah Bondi : Hester Rivercomb
- Chill Wills : Will Twitched
- Kathryn Card : Martha Tewilliger
- Darryl Hickman : Jud Tewilliger
- Jimmy Hunt : David Frisbee
- Ray Walker : Abel Rivercomb
- Clancy Cooper : Cal Frisbee
- Dorothy Adams : Widow Davitt
- Hank Worden : Taub Beasley